# Tân Hòa, Tân Hiệp
Tân Hòa là một xã thuộc huyện Tân Hiệp, tỉnh Kiên Giang, Việt Nam.

## Địa lý
Xã Tân Hòa nằm ở phía bắc huyện Tân Hiệp, có vị trí địa lý:
- Phía đông giáp thành phố Cần Thơ
- Phía tây giáp xã Tân An
- Phía nam giáp xã Tân Hiệp B
- Phía bắc giáp tỉnh An Giang và xã Tân Thành .

Xã Tân Hòa có diện tích 34,96 km², dân số năm 2020 là 6.324 người, mật độ dân số đạt 181 người/km².

## Hành chính
Xã Tân Hòa được chia thành 4 ấp: Tân Hà B, Tân Hòa B, Tân Phát B, Tân Thành.

## Lịch sử
Ngày 29 tháng 6 năm 2009, Chính phủ ban hành Nghị quyết số 29/NQ-CP về việc thành lập xã Tân Hòa trên cơ sở điều chỉnh 3.524,87 ha diện tích tự nhiên và 8.566 nhân khẩu của xã Tân Hiệp B.